# 가짜 암살자의 진짜 회고록
《가짜 암살자의 진짜 회고록》(영어: True Memoirs of an International Assassin)은 2016년 넷플릭스에서 공개된 미국의 첩보 액션 코미디 영화이다. 제프 워들로 감독이 연출하고 케빈 제임스, 술라이 에나오, 앤디 가르시아, 모리스 콤프테, 앤드루 하워드, 롭 리글이 출연한다. 자신의 첩보 소설을 논픽션으로 둔갑시켜 출판했다가, 진짜 암살자로 오해받고 베네수엘라로 납치되어 대통령 암살 임무를 맡게 된다는 내용이다. 2016년 11월 11일 넷플릭스를 통해 공개되었다.

## 줄거리
회계사로 일하면서 소설가를 꿈꾸는 샘 라슨은, 매일 밤 쓰고 있는 첩보 액션 소설 '국제 암살자의 회고록'의 마지막을 장식할 명대사를 궁리하고 있었다. 샘은 평소 자료 조사를 철저하게 했는데, 특히 모사드 요원 출신인 당구 친구 아모스에게 많은 이야기를 들었다. 헬리콥터 폭발로 끝낼 거라는 샘에게, 아모스는 헬리콥터 폭발로 죽었지만 실은 살아있다는 소문이 있는 전설적인 암살자 '유령' 이야기를 해준다. 아모스는 책에는 쓰지 말라고 했지만 샘은 마지막 대사에 '유령'을 그대로 써버린다.
소설을 완성했지만 마땅한 출간처를 찾지 못하는 샘에게 카일리라는 전자서적 출판인이 연락을 해온다. 샘은 일단 계약금에 넘어가 출판을 결정한다. 그런데 책이 출간되고 보니 제목은 '국제 암살자의 진짜 회고록'으로 바뀌었고 장르는 소설이 아니라 논픽션이 되어 있었다. 졸지에 작가가 아니라 암살자로 몰리게 된 샘은 반발했지만 카일리는 매상을 위해서라며 묵살했고 실제로 책의 판매 부수는 나날이 올라간다. 한편 책에 '유령'을 그대로 쓴 것을 보고 화가 난 아모스는 샘에게 남의 인생을 쓰지 말고 자신의 이야기를 쓰라고 말한다.
샘은 졸지에 케이티 커릭 방송에 나가 인터뷰하는 지경에 이른다. 커릭은 샘을 진짜 암살 요원처럼 인터뷰했고 견디지 못한 샘은 인터뷰장을 박차고 나온다. 그러다 곧 샘은 누군가에게 납치되어 버린다. 정신을 차려 보니 샘은 베네수엘라에 있었고, 반대통령 혁명군의 수장 엘토로가 나타난다. 엘토로는 샘을 진짜 유령으로 받아들이면서 오는 취임 기념식에서 베네수엘라의 쿠에토 대통령을 암살하라고 지시한다. 유령이 아니라고 하면 죽게 될 참이어서 샘은 그 지시를 받아들인다. 엘토로는 오른팔인 후안에게 샘을 카라카스로 데려가게 하는데, 후안은 사실 샘이 유령이라고 생각하지 않았다. 후안이 자기를 죽이려고 하자, 샘은 달아나서 경찰서를 찾아간다. 하지만 담당형사가 실은 거대 범죄조직 수장인 마소비치의 휘하에 있었고, 샘을 마소비치에게 넘기고 돈을 받으려고 든다. 그때 어떤 여성이 나타나 경찰을 때려눕히고 샘을 데리고 탈출한다.
여성은 마약단속국의 로사 볼리바르 형사로, 샘을 미끼로 대형 마약사범인 마소비치를 일망타진하려는 의도를 갖고 있었다. 샘은 형사의 지시로 온 척 마소비치의 저택으로 간다. 마소비치는 사실 대통령과 마약을 거래하고 있었고, 샘에게 돌아가서 엘토로를 암살하라고 한다. 마소비치의 폭압적인 위세에 눌려 샘은 또 다시 수긍해버린다. 이 무렵 사실 샘의 행적을 주시하고 있었던 미국 CIA가 쿠에토 대통령과 휘하의 루이스 장군과 접촉한다. CIA는 현상유지를 원하고 있었고 루이스 장군이 움직이기로 한다.
샘은 곧 루이스 장군에게 납치된다. 루이스 장군은 샘에게, 위세가 커져 대통령을 위협할 정도가 된 마소비치를 취임 기념식 날 암살하라고 한다. CIA는 샘을 처리하기로 하고 마소비치에게 가서 이 사실을 알리고 마소비치는 대노한다. 한편 샘은 로사의 거처로 가서 밤을 보내면서, 미국 정부로부터 버려진 그녀의 처지에 대해 듣는다, 그때 마소비치의 부하들이 습격을 해오고 두 사람은 탈출은 하지만 샘이 어깨에 총을 맞는다. 일이 이렇게 되자 로사는 샘을 집으로 돌려보내려 하지만 이제는 샘이 거부한다. 둘은 새로운 계획을 세운다. 샘과 로사는 엘토로에게로 돌아가서, 대통령 취임 기념식에 초대를 받았으니 엄호할 군사를 요청한다.
취임 기념식 날 로사는 마소비치와 대결하는 한편 샘은 쿠에토 대통령과 이야기하게 된다. 사실 미국인이었던 대통령은 자기 처지를 비관하고 있었고 샘의 암살 계획을 알게 되자 이미 너무 늦었다면서 자살해버린다. 마소비치는 로사와 격투 끝에 루이스 장군의 총을 맞고 죽는다. 샘과 로사는 대통령 암살 혐의로 루이스 장군에게 체포되었다가, 곧 엘토로에게 풀려난다. 혁명군은 축제 분위기가 되었고 로사는 엘토로의 휘하에 들어간다. 그런데 엘토로는 이제 너무 많이 알게 된 샘을 죽이려고 들었다. 다행히도, CIA가 와서 샘을 구해준다. CIA는 샘을 미국으로 보내려고 하였으나, 로사의 안위를 걱정한 샘이 그들을 뿌리치고 되돌아간다.
엘토로는 로사를 심문하며 정보를 말해주지 않자 죽이려고 하였다. 샘은 무장한 채로 혁명군 본거지를 습격한다.  샘이 나타나 후안을 설득해서 로사를 풀어주게 한다. 그러자 엘토로는 후안을 찌른 뒤 로사를 인질로 잡고 달아난다. 헬리콥터를 타고 달아나는 엘토로를 샘이 뒤쫓고, 격투 끝에 엘토로는 추락하여 죽게 된다. 헬리콥터는 강가에 불시착한다. 로사를 구출한 샘의 앞에 이번에는 쿠데타를 계획하는 루이스 장군이 나타나 두 사람을 죽이려 한다. 그때 CIA의 연락을 받고 온 아모스가 나타나 루이스를 죽이고 샘을 구해준다. 아모스가 바로 전설적인 '유령' 요원이었음이 밝혀진다.
6개월 후 후안이 베네수엘라 대통령으로 취임한다. 샘은 두 번째 소설을 출간하고 베스트셀러 작가가 되었다. 케이티 커릭이 소설 내용이 베네수엘라 사건과 유사하다고 지적하자, 샘은 소설일 뿐이라고 대답한다.

## 출연진
- 케빈 제임스 - 샘 라슨 / 메이슨 카버
- 술라이 에나오 - 로사 볼리바르
- 앤디 가르시아 - 엘토로
- 모리스 콤프테 - 후안
- 켈런 콜먼 - 카일리 애플바움
- 앤드루 하워드 - 안톤 마소비치
- 론 리프킨 - 아모스
- 롭 리글 - 윌리엄 코브
- 레너드 얼 하우지 - 마이클 클리블랜드
- 율 바스케스 - 루이스 장군
- 킴 코츠 - 미겔 쿠에토 대통령
- P. J. 번 - 트렌트
- 에밀리 울레루프 - 스테파니
- 로런 쇼 - 사빈
- 제프 체이스 - 라로슈
- 케이티 커릭 - 본인